# Академия вампиров (телесериал)
«Академия вампиров» (англ. Vampire Academy) — американский фэнтезийный сериал ужасов, основанный на одноимённой серии книг Райчел Мид. Созданный для стриминогового сервиса Peacock Джули Плек и Маргарит Макинтайр, сериал создан студией Universal Television. В главных ролях Сиси Стрингер, Даниэла Нивз, Кирон Мур и Андрэ Дэ Ким вместе с актёрским составом ансамбля.
Это вторая экранизация серии романов после одноименного фильма 2014 года и служит его перезапуском. В отличие от фильма, он не экранизирует конкретные романы серии Мид, а вместо этого берёт основы, вдохновение и элементы из всех шести романов, рассказывая другой сюжет. Peacock заказал его в мае 2021 года, а объявления о кастинге были сделаны в 2021 году. Съёмки проходили в Испании и Португалии.
В сериале представлены персонажи из книг и переосмысленные версии других. Он вращается вокруг Розы Хэтэуэй, которая является опекуном-дампиром, и Лиссы Драгомир, принцессы Мороя, и рассказывает об их жизни и приключениях в Академии Святого Владимира, школе-интернате.
Сериал вышел 15 сентября 2022 года на Peacock и получил в целом положительные отзывы. В январе 2023 года он был отменён после одного сезона.

## В ролях

### Главные роли
- Сиси Стрингер — Роза Хэтэуэй: хранитель-дампир в тренировке; лучшая подруга Лиссы; возлюбленная Дмитрия.
- Даниэла Ньевес — Лисса Драгомир: королевский вампир-морой; пользователь духа; принцесса Драгомир; сестра Андре; лучший друг Роуз; возлюбленная Кристиана.
- Кирон Мур — Дмитрий Беликов: хранитель-дампир; главное командование; возлюбленный Розы.
- Андре Дэ Ким — Кристиан Озера: королевский вампир-морой; пользователь огня; возлюбленный Лиссы.
- Анита-Джой Увадже — Татьяна Фогель: королевский вампир-морой; член королевского совета; политический аутсайдер.
- Миа Маккенна-Брюс — Миа Карп: некоролевский вампир-морой; пользователь воды; приёмная дочь Виктора и Роберта; приёмная сестра Сони; возлюбленная Мередит.
- Джонетта Кайзер — Соня Карп: некоролевская  вампир-стригой; тайная пользовательница духа; дочь Виктора и Роберта, приёмная сестра Мии; бывшая подруга Михаила.
- Эндрю Лайнер — Мейсон Эшфорд: опекун-дампир на тренировке; сын Стефана; друг Роуз и односторонний возлюбленный.
- Райан Бланделл — Мередит Бекхэм: хранитель-дампир в тренировке; возлюбленный Мии
- Дж. Аугуст Ричардс — Виктор Дашков: королевский вампир-морой, член королевского совета; ключевой советник королевы; муж Роберта; отец Сони и Мии; крёстный отец и законный опекун Лиссы

### Второстепенные роли
- Пик-Сен Лим — королева Марина: королевский вампир-морой; пользователь воздуха; 200-летняя королева Доминиона.
- Джейсон Диас — Андре Драгомир: королевский вампир-морой; пользователь огня; принц Драгомир; выбор королевы в качестве ее преемника; брат Лиссы.
- Макс Паркер — Михаил Таннер: опекун-дампир; сын Кирана; брат Саши; бывший парень Сони.
- Дженнифер Кирби — Альберта Кейси: хранитель-дампир; глава опекунов.
- Джозеф Оллман — Джесси Зеклос: пользователь огня; королевский вампир-морой; сын Дейна.
- Яэль Белиха — Мари Картер: королевский вампир-морой; пользователь земли; член королевского совета; традиционалист и консерватор.
- Аманда Дрю — Диана.
- Анджела Уинтер — Ирен Фогель: королевский вампир-морой; первосвященница; пользователь земли; двоюродная тетя Татьяны.
- Крейг Стивенсон — Дейн Зеклос: королевский вампир-морой; авиапользователь; член королевского совета; отец Джесси.
- Адам Кинтеро — Питер Тарус: королевский вампир-морой; член королевского совета.
- Блейк Патрик Андерсон — Эдди Кастилия: хранитель-дампир в тренировке.
- Луиза Коннолли-Бернем — Сильвер.
- Корнелиус Макарти — Роберт Карп: муж Виктора; отец Сони и Мии.

## Список серий
| №  | Название                   | Режиссёр          | Teleplay by                                 | Дата премьеры    |
| -- | -------------------------- | ----------------- | ------------------------------------------- | ---------------- |
| 1  | «Pilot»                    | Билле Вудрафф     | Маргарит Макинтайр и Джули Плек             | 15 сентября 2022 |
| 2  | «Earth. Air. Water. Fire.» | Луис Прието       | Линда Ге                                    | 15 сентября 2022 |
| 3  | «Death Watch»              | Луис Прието       | Моренике Балогун-Кох                        | 15 сентября 2022 |
| 4  | «Benchmark»                | Джесси Уарн       | Джейсон Коффи                               | 15 сентября 2022 |
| 5  | «Near Guard, Far Guard»    | Джесси Уарн       | Адам Старкс                                 | 22 сентября 2022 |
| 6  | «Molnija»                  | Эрика Дантон      | Y. Ширин Разак                              | 29 сентября 2022 |
| 7  | «Beyond the Wards»         | Эрика Дантон      | Дж. Дж. Брейдер                             | 6 октября 2022   |
| 8  | «The Trials»               | Джули Плек        | Ноа Диаз                                    | 13 октября 2022  |
| 9  | «Darkness»                 | Джеффри Уинг Шотц | Тавал Паньякосит-младший и Бенджамин О’Хара | 20 октября 2022  |
| 10 | «Ascension»                | Джеффри Уинг Шотц | Маргарит Макинтайр                          | 27 октября 2022  |

## Производство

### Разработка
В 2010 году кинокомпания Preger Entertainment выкупила права на экранизацию серии книг Райчел Мид «Академия вампиров». Фильм, основанный на первой книге, был выпущен в США Штатах в феврале 2014 года и провалился в прокате. После провала фильма Preger Entertainment запустила кампанию Indiegogo, чтобы помочь финансировать производство продолжения, основанного на втором романе «Ледяной укус». Однако кампания не достигла своей цели, и проект в конечном итоге был отменён.
В марте 2015 года Джули Плек выразила желание в Twitter экранизировать книги в телесериал. В мае 2021 года стриминговый сервис Peacock заказал сериал с Плек и Маргарит Макинтайр в качестве разработчиков, а также ожидал, что будет исполнительным продюсером вместе с Эмили Камминс и Джиллиан ДеФрен в рамках общей сделки Плек с Universal Television. Дон Мерфи, Сьюзен Монтфорд и Дипак Наяр, которые спродюсировали фильм 2014 года, также присоединились к сериалу в качестве исполнительных продюсеров.
20 января 2023 года Peacock отменил сериал после одного сезона.

### Кастинг
В августе 2021 года основной актерский состав сериала был установлен, в том числе Сиси Стрингер в роли Розы Хэтэуэй, Даниэла Ньевес в роли Лисы Драгомир, Кирон Мур в роли Дмитрия Беликова и Андре Дэ Ким в роли Кристиана Озеры. Дж. Аугуст Ричардс, Джонетта Кайзер и Эндрю Лайнер получили роли Виктора Дашкова, Сони Карп и Мейсона Эшфорда соответственно. Анита-Джой Увадже присоединилась к актёрскому составу в роли Татьяны Фогель, в то время как Миа Маккенна-Брюс подписала контракт на роль Мии Карп, двух переосмысленных версий персонажей из книг, Татьяны Ивашковой и Мии Ринальди. Было объявлено, что Райан Бланделл сыграет Мередит, второстепенного персонажа в книгах. В августе 2022 года Анджела Уинтер, Лорна Браун, Луиза Коннолли-Бернем, Корнелиус Макарти, Джейсон Диас, Дженнифер Кирби, Джозеф Оллман и Пик-Сен Лим были отобраны в повторяющихся ролях.

### Съёмки
Съемки начались в Испании в таких местах, как Памплона, Олите, Виана и Сарагоса, в сентябре 2021 года, как показали Билл Вудрафф, который снял пилотный эпизод, и Джули Плек. Сериал также снимался в Португалии.

## Премьера
Премьера сериала состоялась на Peacock 15 сентября 2022 года.

## Реакция
На «Rotten Tomatoes» фильм имеет рейтинг 77% со средней оценкой 7,4 из 10 на основе 13. «Metacritic» дал оценку 59 из 100 на основе 7 отзывов, что указывает на «смешанные или средние отзывы».